# Alphasatellitidae
Alphasatellitidae es una familia de virus satélite de ADN monocatenario que dependen de un virus auxiliar para su replicación. Son conocidos como alfasatélites. Los primeros alfasatélites se describieron en 1999 y estaban asociados con los virus de las enfermedades del enrollamiento de la hoja de algodón y la vena amarilla en plantas.
Los alfasatélites se clasifican en su propia familia Alphasatellitidae. Dentro de esta familia hay tres subfamilias: Geminialphasatellitinae, Nanoalphasatellitinae y Petromoalphasatellitinae. La subfamilia Geminialphasatellitinae incluye los alfasatélites dependientes de la familia Geminiviridae y contiene 7 géneros y 55 especies, la subfamilia Nanoalphasatellitinae incluye los alfasatélites dependientes de la familia Nanoviridae y contiene 6 géneros y 20 especies, la subfamilia Petronomoalphasatellitinae incluye los alfasatélites dependientes de la familia Metaxyviridae y contiene 5 géneros y 10 especies.

## Virología
Los viriones tienen una cápside icosaedrica pequeña similar a la que portan los nanovirus de aproximadamente 12 nm. El genoma tiene entre 1300 y 1400 nucleótidos de longitud y tiene tres características conservadas: una estructura de horquilla, un solo marco de lectura abierta (ORF) y una región rica en adenina. El marco de lectura abierto codifica una proteína iniciadora de replicación en círculo rodante (Rep) similar a la que se encuentra en los nanovirus. La proteína codificada es 32–37 kilo Dalton en peso molecular con ~ 320 aminoácidos. Está altamente conservada con 86.3–100.0% de identidad en la secuencia de aminoácidos entre los especímenes aislados.
Los alfasatélites requieren de la familia Geminiviridae para su replicación, sin embargo estos últimos necesitan insectos vectores para llegar al huésped vegetal, aparte de su virus auxiliar, los alfasatélites son capaces de replicarse en las plantas huésped y no parecen causar enfermedades en las plantas ni alterar el curso de la infección por los geminivirus. Es posible que puedan reducir la gravedad de una infección causada por estos virus.
Los alfasatélites también se han descrito en asociación con los 
virus de las familias Nanoviridae y Metaxyviridae. Estos tienden a ser ligeramente más cortos (1100-1300 nucleótidos) pero a codificar proteínas además del gen rep. Debido al genoma de múltiples componentes de las familias Nanoviridae y Metaxyviridae, estos no se reconocieron inicialmente como genomas distintos.

## Evolución
Los virus de Alphasatellitidae tienen las características típicas de los virus de Monodnaviria como la proteína Rep y la endonucleasa HUH. Dadas las similitudes entre las proteínas Rep de los alfasatélites y los nanovirus, es probable que los alfasatélites hayan evolucionado a partir de un ancestro compartido con los nanovirus.

## Taxonomía
Se han descrito los siguientes géneros y subfamilias:
- Geminialphasatellitinae
  - Ageyesisatellite
  - Clecrusatellite
  - Colecusatellite
  - Draflysatellite
  - Gosmusatellite
  - Somasatellite
  - Whiflysatellite
- Nanoalphasatellitinae
  - Clostunsatellite
  - Fabenesatellite
  - Milvetsatellite
  - Mivedwarsatellite
  - Sophoyesatellite
  - Subclovsatellite
- Petromoalphasatellitinae
  - Babusatellite
  - Cocosatellite
  - Coprasatellite
  - Kobbarisatellite
  - Muscarsatellite